# Aporrhais serresiana
Aporrhais serresiana is een slakkensoort uit de familie van de Aporrhaidae. De wetenschappelijke naam van de soort is voor het eerst geldig gepubliceerd in 1828 door Michaud.